# Barschwand
Barschwand (toponimo tedesco) è una frazione del comune svizzero di Linden, nel Canton Berna (regione di Berna-Altipiano svizzero, circondario di Berna-Altipiano svizzero).

## Storia

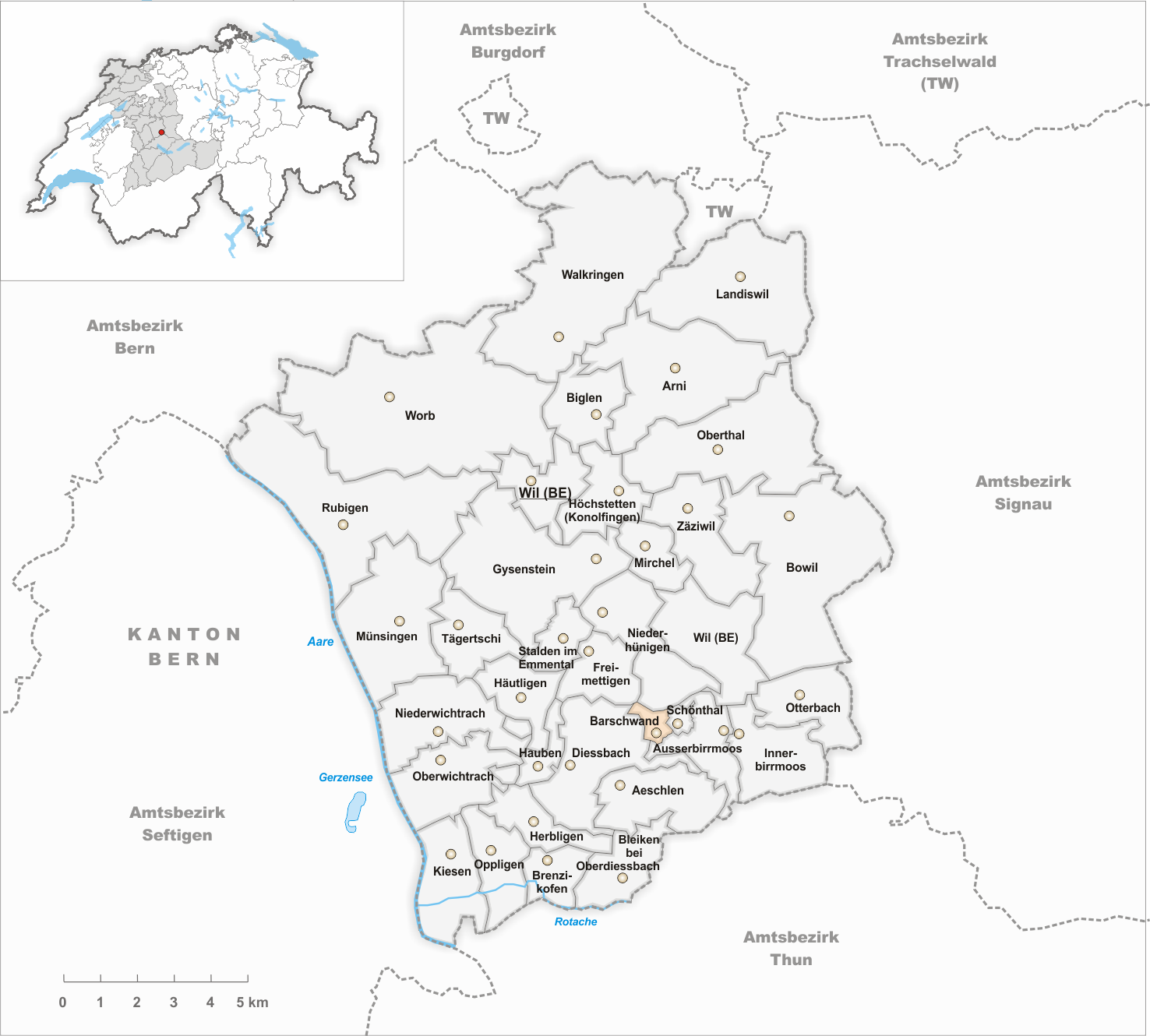
Il territorio del comune di Barschwand prima degli accorpamenti comunali del 1887

Già comune autonomo appartenente al distretto di Konolfingen, istituito nel 1834, nel 1887 è stato accorpato al comune di Ausserbirrmoos assieme all'altro comune soppresso di Schönthal; a sua volta Ausserbirrmoos nel 1945 è stato accorpato agli altri comuni soppressi di Innerbirrmoos e Otterbach per formare il nuovo comune di Linden.

## Società

### Evoluzione demografica
L'evoluzione demografica è riportata nella seguente tabella:
Abitanti censiti

## Amministrazione
Ogni famiglia originaria del luogo fa parte del cosiddetto comune patriziale e ha la responsabilità della manutenzione di ogni bene ricadente all'interno dei confini del comune.